# Skytypers (пилотажная группа)
Скайтайперс (англ. Skytypers Air Show Team) — частная американская аэробатическая пилотажная группа, выступающая на территории США. В состав группы входят шесть американских лёгких учебных самолётов T-6 Texan эпохи Второй мировой войны. Группа спонсируется автомобильно-страховой компанией GEICO. В своих пилотажных программах широко практикуют авиарекламу своего главного спонсора.